# Mihail Sava
Mihail Sava (3 de septiembre de 1991) es un deportista moldavo que compite en lucha libre. Ganó una medalla de bronce en el Campeonato Mundial de Lucha de 2014 y una medalla de bronce en el Campeonato Europeo de Lucha de 2020.

## Palmarés internacional
| Campeonato Mundial | Campeonato Mundial   | Campeonato Mundial | Campeonato Mundial |
| Año                | Lugar                | Medalla            | Categoría          |
| ------------------ | -------------------- | ------------------ | ------------------ |
| 2014               | Taskent (Uzbekistán) | Medalla de bronce  | 65 kg              |
| Campeonato Europeo |                      |                    |                    |
| Año                | Lugar                | Medalla            | Categoría          |
| 2020               | Roma (Italia)        | Medalla de bronce  | 70 kg              |